# 6-os villamos (Debrecen)
A debreceni 6-os jelzésű villamos az Aranybika Szálló és a Köztemető főkapu között közlekedett 1971-ig. Helyette az akkor még ideiglenesen bevezetett (trolit szerettek volna helyette) 24-es autóbusz közlekedett. Ma útvonalának nagy részét a 3-as trolibusz fedi le.

## Története
1911. március 16-án indult a Nagyállomás - Tüzérlaktanya (Sámsoni út) között. A tíz percenkét induló járatok közötti félidőben a fővonali 1-es járat közlekedett. 1923-ban új végállomása az Arany Bika lett a Nagyállomás helyett. 1934-ben meghosszabbították a Köztemető I-es kapujáig, majd 1938-ban a főkapuig.
1963-ban felújítás alkalmával tolóajtókat kapott, de megmaradtak a lecsapható rácsos ajtajai is. Ez a motorkocsi leginkább a pallagi 3-as vonalon közlekedett. 
1968-ban a 6-os szakszolgálati jármű lett.

## Megállói
- Csapó utca (Aranybika szálló)
- Rákóczi utca
- Berek utca (kitérő)
- Csonka utca
- Árpád tér (kitérő)
- Laktanya
- Szabadság fürdő (kitérő)
- Köztemető 1. számú kapu (kitérő)
- Köztemető főkapu

## 6A
Az 1920-as évek végén végén létezett egy 6A vonal mely az Árpád térig közlekedett.

## Járműpark
A vonalon kezdetben L típusú villamosok közlekedtek, amiket a 60-as évektől felváltottak a iker valamint a hármas szerelvények. 1969-től a 481, 482, 483, (484 már a vonal bezárása után került forgalomba, de a 6-osra szánták volna) pályaszámú 2 irányú hatajtós bengálik is előfordultak.